# Дрим тим (ТВ серија)
Дрим тим је српска хумористичка серија из 2021. године по сценарију Милоша Радовића и режији Дејана Зечевића.

## Радња
Серија говори о не много успешном фудбалеру Илији Ики Срдићу и фудбалском тиму који је сам саставио од својих једанаест синова! 
Ова прича је делимично настала на основу непроверене биографије звездарског Марадоне, чувеног Ингета. Ма колико да се мрзе и свађају, чланови Икине породице везани су чврстим љубавним везама. Стуб раздора а и љубави и спокоја је главни лик Ика Срдић.
Свака епизода прича је за себе, а централна нит која веже све епизоде је напредовање Икиног породичног клуба на фудбалској мапи Србије и региона.
Булбудерац је смештен у Звездарској шуми, ту су и: мали терен, кућица где сви живе заједно; њих 20, оронула кафана са баштом, роштиљ.
Клуб се углавном издржава од ове кафане.
Ово изоловано место у шуми је главно место свих прича: већина се одвија на терену и око њега, кафани, свлачионици, малој кући.
Булбудерац наступа у зонском такмичењу али са великом амбицијом да једног дана уђе у Другу лигу, па у Прву, па и у Лигу шампиона.
Несрећан због неуспешне фудбалске каријере, Ика с великим жаром учи своје синове да постану врхунски фудбалери.
Он формира фудбалски тим  и потпуно неочекивано на опште изненађење свих стиже до финала Купа Србије.
Поред напретка тима Булбулдерац, испод фудбалских мотива крије се и романтична сага о надама, жељама и идеалима обичних, једноставнијих људи.

## Улоге
| Глумац                     | Улога                        |
| -------------------------- | ---------------------------- |
| Лазар Ристовски            | Илија Ика Срдић              |
| Татјана Шојић              | Цига                         |
| Мима Караџић               | Чалија                       |
| Даница Ристовски           | Јованка Канађанин            |
| Момчило Пићурић            | деда Дракче/директор         |
| Теодора Ристовски          | Лила                         |
| Mилош Мацура               | Дејан Станковић              |
| Милан Колак                | Мита Блеф                    |
| Александар Филимоновић     | Шеки                         |
| Немања Симић               | Боске                        |
| Вукашин Јовановић (глумац) | мали Гандра                  |
| Данило Михајловић          | Шефке                        |
| Горан Ивановић             | Кими                         |
| Јован Ристовски            | Јоргачевић                   |
| Петар Арсић                | Србобран                     |
| Вељко Ераковић             | Цаки                         |
| Данијел Станковић          | Пула                         |
| Бојана Стојковић           | Богдана                      |
| Милутин Караџић            | Чалија, вођа навијача        |
| Милица Томашевић           | Даница                       |
| Јелисавета Орашанин        | Среда                        |
| Воја Брајовић              | Трнавац                      |
| Радован Вујовић            | Рапајић                      |
| Александар Ђурица          | Хаџи Тошић                   |
| Хелена Буцало              | Хана Хаџи Тошић              |
| Ђорђе Стојковић            | Драган Кутлеша               |
| Светозар Цветковић         | Плескоњић                    |
| Миодраг Радоњић            | Миле топ                     |
| Младен Совиљ               | преговарач Партизана         |
| Добрила Ћирковић           | баба                         |
| Миљан Прљета               | преговарач из Звезде         |
| Ксенија Мелентић           | библиотекарка                |
| Јовица Ристовски           | Микче Рапајић                |
| Вања Ејдус                 | Крушчићка                    |
| Дејан Станковић            | лично                        |
| Ненад Милијаш              | лично                        |
| Ненад Окановић             | Сава                         |
| Милош Петровић Тројпец     | Словенац 1                   |
| Александар Трмчић          | Словенац 2                   |
| Горица Регодић             | Словенка                     |
| Саша Али                   | Мали                         |
| Данило Лончаревић          | Саша Вемић                   |
| Драгана Суџук              | судија привредног суда       |
| Игор Бојовић               | отац Радмило                 |
| Мира Ђурђевић              | Санела                       |
| Предраг Васић              | Јевић                        |
| Јово Максић                | Стевица                      |
| Славиша Чуровић            | Срба                         |
| Бојан Димитријевић         | Чубрило                      |
| Радоје Чупић               | Чеда                         |
| Марко Гверо                | Мића                         |
| Милена Ђорђевић            | Гордана                      |
| Иван Зекић                 | Сима                         |
| Бојан Хишић                | полицајац                    |
| Горан Јергер               | Вођа навијача Ђавола         |
| Синиша Повреновић          | Партизанов помоћни тренер    |
| Миодраг Ракочевић          | Васа                         |
| Александар Марковић        | Чалијин заменик              |
| Никола Милошевић           | возач хитне                  |
| Александар Лазић           | Милан Топаловић              |
| Јелена Велковски           | Миланка                      |
| Милан Јешић                | конобар                      |
| Ненад Ћирић                | Боривоје                     |
| Вељко Стевановић           | помоћни судија               |
| Ненад Радовић              | главни судија                |
| Радомир Николић            | Караклајић                   |
| Иван Исаиловић             | члан комисије                |
| Новак Радуловић            | Пека                         |
| Владан Милић               | Вукашин                      |
| Александар Којић           | Јованкин шофер               |
| Владимир Тешовић           | Булић                        |
| Бора Ненић                 | Симић                        |
| Михаило Лаптошевић         | Пеца Переца                  |
| Драга Живановић            | Живана                       |
| Небојша Вранић             | Кажић                        |
| Петар Михаиловић           | Панајотовић                  |
| Ђорђе Крећа                | Чворовић                     |
| Рудолф Древеншек           | Урош                         |
| Оливера Викторовић         | Радмила                      |
| Стефан Оровец              | Пузић                        |
| Лука Табашевић             | Боба Матић                   |
| Саша Ђурашевић             | Блитнер                      |
| Владан Поповић             | болничар                     |
| Милутин Дапчевић           | делегат Партизана            |
| Сара Дамњановић            | репортерка                   |
| Микица Петронијевић        | монтер                       |
| Ђорђе Марковић             | Јоветић                      |
| Марко Гиздавић             | Крстајић/Главоња             |
| Дејан Стојаковић           | тип на Партизановом стадиону |
| Владислав Михаиловић       | Дебељко                      |
| Душко Радовић              | Дебељковић                   |
| Радован Миљанић            | управник гробља              |
| Федор Ђоровић              | возач шлепера                |
| Слободан Тешић             | Вуловић                      |
| Петар Ћирић                | доктор                       |
| Милош Ристановић           | прави полицајац              |
| Лука Павловић              | лекар                        |
| Бојан Перић                | коментатор                   |
| Драган Гага Стокић         | делегат                      |
| Боба Маленковић            | возач малог                  |
| Лука Пиљагић               | возач аутобуса               |
| Ненад Ћирковић             |                              |
| Стефан Јевтовић            |                              |
| Сaња Ристић Крајнов        | Слађана                      |
| Паулина Манов              | Деса                         |
| Немања Оливерић            | Кончар                       |
| Бранислав Зеремски         | Марли Жика Јоргачевић        |
| Аница Лазић                | Босиљка                      |
| Миња Пековић               | Кристина                     |
| Миодраг Фишековић          | Буља                         |
| Милош Ђорђевић             | Бора катастар                |
| Михаела Стаменковић        | Јадранка                     |
| Весна Почуча Шана          | Достана                      |
| Драган Марјановић          | шеф полиције                 |
| Ратко Танкосић             | Пера                         |
| Бојан Кривокапић           | Браца                        |
| Миа Радовановић            | инспекторка                  |
| Миљан Давидовић            | Поп                          |
| Бранко Видаковић           | професор Дебељковић          |
| Даница Грубачки            | Зорана                       |
| Дубравко Јовановић         | Бастајић                     |
| Милош Ђуричић              | Станко                       |
| Марко Мак Пантелић         | Веса Винча                   |
| Душан Жакић                | Сале                         |
| Ратко Игњатов              | Зоран Жиковић Кокос          |

## Епизоде
| Сезона | Сезона | Епизоде | Епизоде | Оригинално емитовање | Оригинално емитовање |
| Сезона | Сезона | Епизоде | Епизоде | Премијера            | Финале               |
| ------ | ------ | ------- | ------- | -------------------- | -------------------- |
|        | 1.     | 14      | 14      | 2. јануар 2021.      | 14. фебруар 2021.    |
|        | 2.     | 14      | 14      | 22. јануар 2024.     | 8. фебруар 2024.     |